# Nesbitt (Texas)

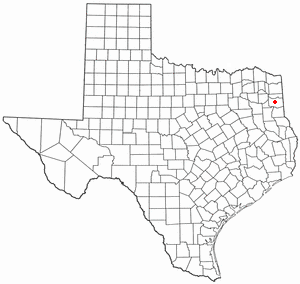

Nesbitt es un pueblo ubicado en el condado de Harrison en el estado estadounidense de Texas. En el Censo de 2010 tenía una población de 281 habitantes y una densidad poblacional de 62,14 personas por km².

## Geografía
Nesbitt se encuentra ubicado en las coordenadas 32°35′22″N 94°26′48″O / 32.58944, -94.44667. Según la Oficina del Censo de los Estados Unidos, Nesbitt tiene una superficie total de 4.52 km², de la cual 4.52 km² corresponden a tierra firme y (0%) 0 km² es agua.

## Demografía
Según el censo de 2010, había 281 personas residiendo en Nesbitt. La densidad de población era de 62,14 hab./km². De los 281 habitantes, Nesbitt estaba compuesto por el 81.14% blancos, el 17.08% eran afroamericanos, el 0.71% eran amerindios, el 0% eran asiáticos, el 0% eran isleños del Pacífico, el 0.36% eran de otras razas y el 0.71% pertenecían a dos o más razas. Del total de la población el 0.36% eran hispanos o latinos de cualquier raza.